# آچاریا
آچاریا (نام علمی: Acharia) نام یک سرده از تیره شاپرک‌های فنجانی است.